# Долавон
Долавон (исп. Dolavon) — город и муниципалитет в департаменте Гайман провинции Чубут (Аргентина).

## История
В 1915 году здесь была построена железнодорожная станция «Валье-Суперьор». В 1919 году был основан населённый пункт Долавон. В 1922 году железнодорожная станция также получила название «Долавон».